# آلکازار (گروه موسیقی)
آلکازار (به انگلیسی: Alcazar) گروه موسیقی سوئدی است.